# Wilfredo Pino Estévez
Wilfredo Pino Estévez (ur. 12 października 1950 w Camagüey) – kubański duchowny katolicki, arcybiskup Camagüey od 2016.

## Życiorys

### Prezbiterat
Święcenia kapłańskie otrzymał 1 sierpnia 1975 i został inkardynowany do archidiecezji Camagüey. Pracował przede wszystkim jako duszpasterz parafialny, był także m.in. krajowym dyrektorem Papieskich Dzieł Misyjnych, redaktorem naczelnym pisma diecezjalnego oraz wikariuszem biskupim dla miasta Camagüey.

### Episkopat
13 grudnia 2006 papież Benedykt XVI mianował go biskupem ordynariuszem diecezji Guantánamo-Baracoa. Sakry biskupiej udzielił mu 27 stycznia 2007 metropolita Camagüey – arcybiskup Juan García Rodríguez.
6 grudnia 2016 papież Franciszek mianował go arcybiskupem metropolitą Camagüey.